# جون كوينسي مار
جون كوينسي مار (بالإنجليزية: John Quincy Marr)‏ هو عسكري أمريكي، ولد في 27 مايو 1825 في وارينتون في الولايات المتحدة، وتوفي في 1 يونيو 1861 في فيرفاكس في الولايات المتحدة.